# Preliminariile Campionatului European de Fotbal 2004
Preliminariile Campionatului European de Fotbal 2004 au avut loc între septembrie 2002 și noimbrie 2003.
50 de echipe au fost împărțite în 10 grupe, fiecare echipă jucând cu toate adversarele din grupă câte două ori, o dată acasă și o dată în deplasare. Zece echipe câștigătoare ale grupelor s-au calificat automat la Euro 2004, iar alte zece echipe ce au terminat calificările pe locul doi în frupele lor, au jucat la baraj pentru a determina ultimile 5 echipe calificate.
Portugalia s-a calificat automat la turneul final din postura de gazdă a competiției.

## Tragerea la sorți
Tragerea la sorți a avut loc pe 25 ianuarie 2002.
| Urna A                                                                                               | Urna B | Urna C                                                                                              | Urna D | Urna E |
| --- | --- | --------------------------------------------------------------------------------------------------- | --- | --- |
| Franța · Suedia · Spania · Cehia · Germania · Republica Irlanda · România · Italia · Belgia · Turcia | Rusia · Croația · Serbia și Muntenegru · Țările de Jos · Danemarca · Polonia · Anglia · Ucraina · Slovenia · Scoția | Norvegia · Austria · Slovacia · Israel · Elveția · Islanda · Bulgaria · Finlanda · Grecia · Ungaria | Cipru · Bosnia și Herțegovina · Belarus · Țara Galilor · Estonia · Letonia · Irlanda de Nord · Macedonia de Nord · Georgia · Lituania | Armenia · Albania · Republica Moldova · Insulele Feroe · Azerbaidjan · Liechtenstein · Malta · San Marino · Luxemburg · Andorra |

## Grupe
| Legendă                             |
| ----------------------------------- |
| Țări calificate direct la Euro 2004 |
| Țări care vor trece prin play-off   |

### Grupa 1
| Team     | Pld | W | D | L | GF | GA | GD  | Pts |
| -------- | --- | - | - | - | -- | -- | --- | --- |
| Franța   |     | 8 | 0 | 0 | 29 | 2  | +27 | 24  |
| Slovenia |     | 4 | 2 | 2 | 15 | 12 | +3  | 14  |
| Israel   |     | 2 | 3 | 3 | 9  | 11 | −2  | 9   |
| Cipru    |     | 2 | 2 | 4 | 9  | 18 | −9  | 8   |
| Malta    |     | 0 | 1 | 7 | 5  | 24 | −19 | 1   |

|          | Cipru | Franța | Israel | Malta | Slovenia |
| -------- | ----- | ------ | ------ | ----- | -------- |
| Cipru    | –     | 1–2    | 1–1    | 2–1   | 2–2      |
| Franța   | 5–0   | –      | 3–0    | 6–0   | 5–0      |
| Israel   | 2–0   | 1–2    | –      | 2–2   | 0–0      |
| Malta    | 1–2   | 0–4    | 0–2    | –     | 1–3      |
| Slovenia | 4–1   | 0–2    | 3–1    | 3–0   | –        |

### Grupa 2
| Team                  | Pld | W | D | L | GF | GA | GD  | Pts |
| --------------------- | --- | - | - | - | -- | -- | --- | --- |
| Danemarca             |     | 4 | 3 | 1 | 15 | 9  | +6  | 15  |
| Norvegia              |     | 4 | 2 | 2 | 9  | 5  | +4  | 14  |
| România               |     | 4 | 2 | 2 | 21 | 9  | +12 | 14  |
| Bosnia și Herțegovina |     | 4 | 1 | 3 | 7  | 8  | −1  | 13  |
| Luxemburg             |     | 0 | 0 | 8 | 0  | 21 | −21 | 0   |

|                       | Bosnia și Herțegovina | Danemarca | Luxemburg | Norvegia | România |
| --------------------- | --------------------- | --------- | --------- | -------- | ------- |
| Bosnia și Herțegovina | –                     | 1–1       | 2–0       | 1–0      | 0–3     |
| Danemarca             | 0–2                   | –         | 2–0       | 1–0      | 2–2     |
| Luxemburg             | 0–1                   | 0–2       | –         | 0–2      | 0–7     |
| Norvegia              | 2–0                   | 2–2       | 1–0       | –        | 1–1     |
| România               | 2–0                   | 2–5       | 4–0       | 0–1      | –       |

### Grupa 3
| Team              | Pld | W | D | L | GF | GA | GD  | Pts |
| ----------------- | --- | - | - | - | -- | -- | --- | --- |
| Cehia             |     | 7 | 1 | 0 | 23 | 5  | +18 | 22  |
| Țările de Jos     |     | 6 | 1 | 1 | 20 | 6  | +14 | 19  |
| Austria           |     | 3 | 0 | 5 | 12 | 14 | −2  | 9   |
| Republica Moldova |     | 2 | 0 | 6 | 5  | 19 | −14 | 6   |
| Belarus           |     | 1 | 0 | 7 | 4  | 20 | −16 | 3   |

|                   | Austria | Belarus | Cehia | Republica Moldova | Țările de Jos |
| ----------------- | ------- | ------- | ----- | ----------------- | ------------- |
| Austria           | –       | 5–0     | 2–3   | 2–0               | 0–3           |
| Belarus           | 0–2     | –       | 1–3   | 2–1               | 0–2           |
| Cehia             | 4–0     | 2–0     | –     | 5–1               | 3–1           |
| Republica Moldova | 1–0     | 2–1     | 0–2   | –                 | 1–2           |
| Țările de Jos     | 3–1     | 3–0     | 1–1   | 5–0               | –             |

### Grupa 4
| Team       | Pld | W | D | L | GF | GA | GD  | Pts |
| ---------- | --- | - | - | - | -- | -- | --- | --- |
| Suedia     |     | 5 | 2 | 1 | 19 | 3  | +16 | 17  |
| Letonia    |     | 5 | 1 | 2 | 10 | 6  | +4  | 16  |
| Polonia    |     | 4 | 1 | 3 | 11 | 7  | +4  | 13  |
| Ungaria    |     | 3 | 2 | 3 | 15 | 9  | +6  | 11  |
| San Marino |     | 0 | 0 | 8 | 0  | 30 | −30 | 0   |

|            | Ungaria | Letonia | Polonia | San Marino | Suedia |
| ---------- | ------- | ------- | ------- | ---------- | ------ |
| Ungaria    | –       | 3–1     | 1–2     | 3–0        | 1–2    |
| Letonia    | 3–1     | –       | 0–2     | 3–0        | 0–0    |
| Polonia    | 0–0     | 0–1     | –       | 5–0        | 0–2    |
| San Marino | 0–5     | 0–1     | 0–2     | –          | 0–6    |
| Suedia     | 1–1     | 0–1     | 3–0     | 5–0        | –      |

### Grupa 5
| Team           | Pld | W | D | L | GF | GA | GD  | Pts |
| -------------- | --- | - | - | - | -- | -- | --- | --- |
| Germania       |     | 5 | 3 | 0 | 13 | 4  | +9  | 18  |
| Scoția         |     | 4 | 2 | 2 | 12 | 8  | +4  | 14  |
| Islanda        |     | 4 | 1 | 3 | 11 | 9  | +2  | 13  |
| Lituania       |     | 3 | 1 | 4 | 7  | 11 | −4  | 10  |
| Insulele Feroe |     | 0 | 1 | 7 | 7  | 18 | −11 | 1   |

|                | Insulele Feroe | Germania | Islanda | Lituania | Scoția |
| -------------- | -------------- | -------- | ------- | -------- | ------ |
| Insulele Feroe | –              | 0–2      | 1–2     | 1–3      | 2–2    |
| Germania       | 2–1            | –        | 3–0     | 1–1      | 2–1    |
| Islanda        | 2–1            | 0–0      | –       | 3–0      | 0–2    |
| Lituania       | 2–0            | 0–2      | 0–3     | –        | 1–0    |
| Scoția         | 3–1            | 1–1      | 2–1     | 1–0      | –      |

### Grupa 6
| Team            | Pld | W | D | L | GF | GA | GD  | Pts |
| --------------- | --- | - | - | - | -- | -- | --- | --- |
| Grecia          |     | 6 | 0 | 2 | 8  | 4  | +4  | 18  |
| Spania          |     | 5 | 2 | 1 | 16 | 4  | +12 | 17  |
| Ucraina         |     | 2 | 4 | 2 | 11 | 10 | +1  | 10  |
| Armenia         |     | 2 | 1 | 5 | 7  | 16 | −9  | 7   |
| Irlanda de Nord |     | 0 | 3 | 5 | 0  | 8  | −8  | 3   |

|                 | Armenia | Grecia | Irlanda de Nord | Spania | Ucraina |
| --------------- | ------- | ------ | --------------- | ------ | ------- |
| Armenia         | –       | 0–1    | 1–0             | 0–4    | 2–2     |
| Grecia          | 2–0     | –      | 1–0             | 0–2    | 1–0     |
| Irlanda de Nord | 0–1     | 0–2    | –               | 0–0    | 0–0     |
| Spania          | 3–0     | 0–1    | 3–0             | –      | 2–1     |
| Ucraina         | 4–3     | 2–0    | 0–0             | 2–2    | –       |

### Grupa 7
| Team              | Pld | W | D | L | GF | GA | GD  | Pts |
| ----------------- | --- | - | - | - | -- | -- | --- | --- |
| Anglia            |     | 6 | 2 | 0 | 14 | 5  | +9  | 20  |
| Turcia            |     | 6 | 1 | 1 | 17 | 5  | +12 | 19  |
| Slovacia          |     | 3 | 1 | 4 | 11 | 9  | +2  | 10  |
| Macedonia de Nord |     | 1 | 3 | 4 | 11 | 14 | −3  | 6   |
| Liechtenstein     |     | 0 | 1 | 7 | 2  | 22 | −20 | 1   |

|                   | Anglia | Liechtenstein | Macedonia de Nord | Slovacia | Turcia |
| ----------------- | ------ | ------------- | ----------------- | -------- | ------ |
| Anglia            | –      | 2–0           | 2–2               | 2–1      | 2–0    |
| Liechtenstein     | 0–2    | –             | 1–1               | 0–2      | 0–3    |
| Macedonia de Nord | 1–2    | 3–1           | –                 | 0–2      | 1–2    |
| Slovacia          | 1–2    | 4–0           | 1–1               | –        | 0–1    |
| Turcia            | 0–0    | 5–0           | 3–2               | 3–0      | –      |

### Grupa 8
| Team     | Pld | W | D | L | GF | GA | GD  | Pts |
| -------- | --- | - | - | - | -- | -- | --- | --- |
| Bulgaria |     | 5 | 2 | 1 | 13 | 4  | +9  | 17  |
| Croația  |     | 5 | 1 | 2 | 12 | 4  | +8  | 16  |
| Belgia   |     | 5 | 1 | 2 | 11 | 9  | +2  | 16  |
| Estonia  |     | 2 | 2 | 4 | 4  | 6  | −2  | 8   |
| Andorra  |     | 0 | 0 | 8 | 1  | 18 | −17 | 0   |

|          | Andorra | Belgia | Bulgaria | Croația | Estonia |
| -------- | ------- | ------ | -------- | ------- | ------- |
| Andorra  | –       | 0–1    | 0–3      | 0–3     | 0–2     |
| Belgia   | 3–0     | –      | 0–2      | 2–1     | 2–0     |
| Bulgaria | 2–1     | 2–2    | –        | 2–0     | 2–0     |
| Croația  | 2–0     | 4–0    | 1–0      | –       | 0–0     |
| Estonia  | 2–0     | 0–1    | 0–0      | 0–1     | –       |

### Grupa 9
| Team                 | Pld | W | D | L | GF | GA | GD  | Pts |
| -------------------- | --- | - | - | - | -- | -- | --- | --- |
| Italia               |     | 5 | 2 | 1 | 17 | 4  | +13 | 17  |
| Țara Galilor         |     | 4 | 1 | 3 | 13 | 10 | +3  | 13  |
| Serbia și Muntenegru |     | 3 | 3 | 2 | 11 | 11 | +0  | 12  |
| Finlanda             |     | 3 | 1 | 4 | 9  | 10 | −1  | 10  |
| Azerbaidjan          |     | 1 | 1 | 6 | 5  | 20 | −15 | 4   |

|                      | Azerbaidjan | Finlanda | Italia | Serbia și Muntenegru | Țara Galilor |
| -------------------- | ----------- | -------- | ------ | -------------------- | ------------ |
| Azerbaidjan          | –           | 1–2      | 0–2    | 2–1                  | 0–2          |
| Finlanda             | 3–0         | –        | 0–2    | 3–0                  | 0–2          |
| Italia               | 4–0         | 2–0      | –      | 1–1                  | 4–0          |
| Serbia și Muntenegru | 2–2         | 2–0      | 1–1    | –                    | 1–0          |
| Țara Galilor         | 4–0         | 1–1      | 2–1    | 2–3                  | –            |

### Grupa 10
| Team              | Pld | W | D | L | GF | GA | GD | Pts |
| ----------------- | --- | - | - | - | -- | -- | -- | --- |
| Elveția           |     | 4 | 3 | 1 | 15 | 11 | +4 | 15  |
| Rusia             |     | 4 | 2 | 2 | 19 | 12 | +7 | 14  |
| Republica Irlanda |     | 3 | 2 | 3 | 10 | 11 | −1 | 11  |
| Albania           |     | 2 | 2 | 4 | 11 | 15 | −4 | 8   |
| Georgia           |     | 2 | 1 | 5 | 8  | 14 | −6 | 7   |

|                   | Albania | Georgia | Republica Irlanda | Rusia | Elveția |
| ----------------- | ------- | ------- | ----------------- | ----- | ------- |
| Albania           | –       | 3–1     | 0–0               | 3–1   | 1–1     |
| Georgia           | 3–0     | –       | 1–2               | 1–0   | 0–0     |
| Republica Irlanda | 2–1     | 2–0     | –                 | 1–1   | 1–2     |
| Rusia             | 4–1     | 3–1     | 4–2               | –     | 4–1     |
| Elveția           | 3–2     | 4–1     | 2–0               | 2–2   | –       |

## Play-off
| Echipa 1 | Scor gen. | Echipa 2      | Tur | Retur |
| -------- | --------- | ------------- | --- | ----- |
| Scoția   | 1–6       | Țările de Jos | 1–0 | 0–6   |
| Croația  | 2–1       | Slovenia      | 1–1 | 1–0   |
| Rusia    | 1–0       | Țara Galilor  | 0–0 | 1–0   |
| Letonia  | 3–2       | Turcia        | 1–0 | 2–2   |
| Spania   | 5–1       | Norvegia      | 2–1 | 3–0   |

## Echipe calificate și coeficienți
Coeficientele de calificare au fost pe locul șase în lista de criterii pentru a separa echipele care au terminat egal la puncte în grupa lor în Euro 2004. Coeficientele au fost calculate ca puncte câștigate pe meci în calificare atât pentru Euro 2004, cât și pentru Cupa Mondială 2002.
| Țara          | Grupa | Coeficient |
| ------------- | ----- | ---------- |
| Franța        | B     | 3.000      |
| Portugalia    | A     | 2.400      |
| Suedia        | C     | 2.389      |
| Cehia         | D     | 2.333      |
| Italia        | C     | 2.313      |
| Spania        | A     | 2.313      |
| Anglia        | B     | 2.313      |
| Germania      | D     | 2.188      |
| Țările de Jos | D     | 2.167      |
| Croația       | B     | 2.125      |
| Danemarca     | C     | 2.056      |
| Rusia         | A     | 2.056      |
| Bulgaria      | C     | 1.889      |
| Elveția       | B     | 1.611      |
| Grecia        | A     | 1.563      |
| Letonia       | D     | 1.250      |